# Trou du cul (jeu)
Pour les articles homonymes, voir Trou du cul et TDC.
 (août 2022).
Si vous disposez d'ouvrages ou d'articles de référence ou si vous connaissez des sites web de qualité traitant du thème abordé ici, merci de compléter l'article en donnant les références utiles à sa vérifiabilité et en les liant à la section « Notes et références ».
Le trou du cul (familièrement trouduc), trou-de-cul, président voire jeu hiérarchique au Québec, est un jeu de cartes se jouant à quatre joueurs ou davantage, avec un jeu de 52 cartes.
Il proviendrait de jeux de carte d'origine chinoise comme le Zheng Shangyou, possiblement par le truchement du jeu japonais du Daifugō.

## But
Le but de chaque joueur est de se débarrasser le plus rapidement possible de la totalité de ses cartes. Les joueurs les plus rapides bénéficient le tour suivant d'un avantage et inversement pour les joueurs les plus lents, lesquels se verront pénalisés par un handicap. L'intérêt de ce jeu est donc d'enchaîner plusieurs parties afin de voir les joueurs évoluer — ou non — dans le classement.

## Ordre des cartes
Lors du déroulement du jeu, la force relative des cartes est dans cet ordre (de la plus faible à la plus forte) : 3, 4, 5, 6, 7, 8, 9, 10, Valet, Dame, Roi, As et 2.
Si une partie se joue avec un nombre réduit de cartes (32 cartes pour 4 joueurs et 30 cartes pour 3 joueurs), il est préférable d'appliquer l'ordre : 8, 9, 10, Valet, Dame, Roi, As, 7. Dans le cas d'une partie avec un jeu de 54 cartes, le joker devient la meilleure carte, devant le 2.

## Déroulement d'une partie

### La première partie
Au début de la première partie, les rôles ne sont pas encore distribués. Un nombre égal de cartes est distribué à chaque joueur, les éventuelles cartes en trop pour assurer ce nombre égal de cartes sont identifiées publiquement et mises de côté. Le but de cette première partie n'est que d'assigner la hiérarchie de départ. Il est donc possible de ne pas la jouer et d'assigner cette hiérarchie autrement, par exemple selon l'ordre d'une carte piochée par chacun.
La partie se déroule de la façon suivante :
- Les joueurs déposent leurs cartes dans le sens des aiguilles d'une montre ;
- Le joueur venant après le joueur qui a distribué commence (ou selon une variante, le joueur ayant la dame de cœur commence, après que la phrase "Dame de cœur, à toi l'honneur" soit prononcée) ;
- Le joueur pose de une à quatre cartes de même valeur ;
- Le joueur qui suit peut décider soit de passer son tour, soit de jouer. Il doit pour ce faire « monter », c'est-à-dire poser un nombre de cartes identique au pli posé sur la table mais affichant une valeur supérieure (ainsi une paire de 10 doit être suivie au minimum par une paire de valets) ;
- Lorsque tous les joueurs ont successivement passé leur tour, le joueur ayant joué en dernier commence un nouveau tour avec la combinaison de son choix ;
- Si les dernières cartes posées appartiennent à un joueur qui est sorti de la partie, la main est récupérée par le joueur situé à sa gauche.

#### La hiérarchie
À la fin de la partie, chaque joueur reçoit un titre :
1. Le premier ayant réussi à se débarrasser de toutes ses cartes devient le Président,
2. Le second le Vice-Président,
3. L'avant-dernier le Secrétaire (ou Vice-Trou du cul),
4. Le dernier est le Trou du cul.

Les appellations peuvent être différentes : Président, Premier Ministre, Ouvrier et Clochard par exemple ; ou encore : PDG, Contremaître, Ouvrier et Trou du cul.
Si le Trou du cul sort de la partie, le Secrétaire prend sa place et se voit infliger le même traitement.
Il est d'usage qu'à chaque rang soit attribué une place autour de la table. À la fin de chaque partie, chaque joueur se replace suivant le rang auquel il a terminé. Ainsi, celui qui finit Président va se placer sur le siège du Président, celui qui finit Trou du cul va se placer sur le siège du Trou du cul, et ainsi de suite. Dans le cas contraire, il s'agit de parties dites « statiques ».
Il est possible de mettre en place divers avantages ou gages en fonction de la position du joueur dans le jeu (exemple : obligation de s'asseoir par terre pour le trou du cul, obligation de vouvoyer le président, siège plus confortable pour celui-ci, etc.).
À cinq joueurs (ou plus), le troisième à terminer est le Neutre, parfois appelé le Concierge, et n'a ni avantage, ni handicap pour la partie suivante.

### Les parties suivantes
À partir de la seconde partie d'une série, le Trou du cul devient le distributeur et les ajustements suivants sont faits une fois les cartes distribuées :
- Le Trou du cul donne au Président ses deux meilleures cartes ; en retour, celui-ci lui donne deux cartes de son choix. Mais,
  - dans certaines variantes, le Président donne ses plus basses cartes, même si elles forment une paire ou font partie d'un brelan, par exemple ;
  - dans certaines variantes, le Trou du cul donne ses cartes les plus élevées prises collectivement, ainsi une paire de rois serait plus forte qu'un as et un roi ;
  - dans certaines variantes, le Président et le Trou du cul négocient quelles cartes avantageront au mieux le Président.
- Le Secrétaire donne au Vice-Président sa meilleure carte ; en retour, celui-ci lui donne une carte au choix (ici aussi, il peut être obligé de donner sa moins bonne carte, même si elle accompagne une paire ou un brelan, ou négocier avec le secrétaire).
- Le joueur neutre, s'il y en a un, ne donne aucune carte et n'en reçoit pas.

La partie se déroule ensuite de façon identique à la première partie.
En fin de partie, répartir à nouveau les titres, comme expliqué dans la section précédente.

### Jeu aux points
Il est possible de comptabiliser les points à l'issue de chaque tour de jeu. Ainsi, le joueur qui termine Président obtient par exemple 3 points, le Vice-Président en obtient 2, le Secrétaire 1, et le Trou du cul 0. Pour un nombre de joueurs n, le Président récoltera donc n-1, jusqu'au Trou du cul qui récoltera 0.
Lors d'un putsch réussi (voir variante ci-après), le putschiste récolte 1 point de plus qu'habituellement (donc 4 points lorsqu'il y a quatre joueurs, donc n points pour un nombre de joueurs n), tandis que s'il est raté, le putschiste en perd 1. La partie se termine lorsqu'un joueur atteint un nombre de points prédéterminé, le perdant étant celui qui aura récolté le plus petit nombre de points.

## Les variantes
Du fait de son caractère populaire, les règles du trou du cul sont adaptables et les variantes très nombreuses. En voici quelques exemples :

### La révolution
Dans cette variante, un carré n'est pas une combinaison de carte anodine : lorsqu'un joueur pose quatre cartes identiques, il y a révolution et la valeur des cartes est inversée. Le 3 devient la meilleure carte et le 2 la moins bonne, jusqu'à la fin du tour de jeu en cours. Le changement d'ordre est immédiat mais ne dure qu'un tour et à la prochaine partie, les cartes reprendront leur valeur normale. Le Trou du cul est celui qui peut profiter le plus d'une révolution. Cette règle est donc primordiale pour les joueurs souhaitant augmenter le degré d'incertitude de la partie — ce qui peut s'opposer au caractère hiérarchique et volontairement injuste du jeu. Il est en outre possible de faire une contre-révolution en posant sur la table un autre carré au cours du jeu et l'ordre redevient alors l'ordre initial. Cette contre-révolution peut se faire dès que la révolution est posée, mais doit respecter le nouvel ordre immédiatement établi.
Une variante existe selon laquelle, après une révolution, les cartes ne reprennent pas leur valeur normale à la prochaine partie mais gardent leur valeur inversée jusqu'à ce qu'un joueur pose une nouvelle révolution.

### Le putsch
Le putsch est une chance laissée au Trou du cul de pouvoir se sortir de sa condition : lorsque celui-ci, après distribution des cartes et avant tout échange, considère qu'il a un jeu suffisamment fort pour parvenir à finir Président si on ne lui impose pas un échange abusif, il peut lancer un putsch et dès lors, tous les joueurs conservent leurs cartes. Si le putschiste manque son objectif (c’est-à-dire ne finit pas Président), il reprend d'office sa condition de Trou du cul ; de même, tous les autres joueurs retrouvent la position qu'ils avaient avant que le putsch ne soit lancé. La partie peut donc être arrêtée dès lors que le premier joueur à se débarrasser de toutes ses cartes n'est pas le putschiste lui-même, signifiant ainsi l'échec de ce dernier. À la prochaine partie, le Trou du cul est alors sanctionné pour sa tentative avortée : il est condamné à donner ses 4 meilleures cartes au Président, et ce dernier lui donne les 4 cartes de son choix. De même, le Trou du cul est interdit de putsch au cours de la partie suivante.

### La règle du passage de tour
Ici, lorsqu'un joueur pose une carte de même valeur, le joueur suivant est obligé de passer son tour. Il n'est cependant pas exclu du tour de jeu.
Une variante existe : si ce joueur possède dans sa main une carte de même valeur, il peut la poser et c'est alors le suivant qui se voit obligé de passer son tour ou de faire de même.

### Le «2» utilisé comme atout
Dans cette configuration, un « 2 » (ou un « joker » le cas échéant) seul peut soit battre tout type de combinaison (il bat alors toute carte simple mais aussi une paire, un brelan comme un carré), soit une combinaison de rang strictement supérieur (exemple, « 2♥ » bat « 6♠ + 6♣ » mais non « 6♠ + 6♣ + 6♦ » ; « 2♥ + 2♣ » bat « valet♠ + valet♣ + valet♥ » ; etc.). Le joueur l'ayant placé récupère la main et relance un nouveau tour de cartes.

### L'interdiction de terminer par un «2»
Selon cette variante, il est interdit de terminer avec un ou plusieurs « 2 » (ou « joker » le cas échéant) sous peine d'être désigné Trou du cul par défaut. En cas de révolution, cette règle peut être étendue au 3, la nouvelle et provisoire meilleure carte.

## Structures et championnats
La Fédération québécoise des jeux récréatifs (FQJR) disposait depuis 2006 d'une section consacrée au trou-de-cul, officiellement dénommée Fédération québécoise de jeu hiérarchique. Celle-ci organise régulièrement des tournois à Montréal et a même organisé le premier tournoi international de trou-de-cul, à Québec en 2009.